# 28878 Segner
28878 Segner (2000 KL41) là một tiểu hành tinh vành đai chính được phát hiện ngày 26 tháng 5 năm 2000 bởi P. Kusnirák ở Ondrejov.